# Elaphoglossum novogranatense
Elaphoglossum novogranatense là một loài dương xỉ trong họ Dryopteridaceae. Loài này được A. Vasco mô tả khoa học đầu tiên năm 2011.
Danh pháp khoa học của loài này chưa được làm sáng tỏ. 